# Рокпорт (Мен)
Рокпорт (англ. Rockport) — місто (англ. town) в США, в окрузі Нокс штату Мен. Населення — 3644 особи (2020).

## Демографія
Згідно з переписом 2010 року, у місті мешкало 3330 осіб у 1422 домогосподарствах у складі 967 родин. Було 1956 помешкань
Расовий склад населення:
| - 97,6 % — білих - 0,5 % — корінних американців - 0,4 % — азіатів - 0,3 % — чорних або афроамериканців |

До двох чи більше рас належало 1,2 %. Частка іспаномовних становила 1,1 % від усіх жителів.
За віковим діапазоном населення розподілялося таким чином: 22,0 % — особи молодші 18 років, 58,1 % — особи у віці 18—64 років, 19,9 % — особи у віці 65 років та старші. Медіана віку мешканця становила 48,8 року. На 100 осіб жіночої статі у місті припадало 92,9 чоловіків;  на 100 жінок у віці від 18 років та старших — 89,6 чоловіків також старших 18 років.
Середній дохід на одне домашнє господарство  становив 95 817 доларів США (медіана — 62 625), а середній дохід на одну сім'ю — 109 195 доларів (медіана — 85 150). Медіана доходів становила 54 318 доларів для чоловіків та 41 842 долари для жінок. За межею бідності перебувало 7,2 % осіб, у тому числі 15,7 % дітей у віці до 18 років та 4,6 % осіб у віці 65 років та старших.
Цивільне працевлаштоване населення становило 1771 особа. Основні галузі зайнятості: освіта, охорона здоров'я та соціальна допомога — 33,4 %, науковці, спеціалісти, менеджери — 12,9 %, фінанси, страхування та нерухомість — 10,5 %, роздрібна торгівля — 10,4 %.